# Jason Shaw
Jason "Jay" Shaw (ur. 4 listopada 1973 w Chicago) – amerykański model i aktor.

## Życiorys
Urodził się i dorastał w Chicago, w stanie Illinois. Wychowywał się wraz z dwoma starszymi braćmi – Johnem i Toddem – oraz młodszą siostrą Jessicą. W 1995 roku ukończył University of Chicago na wydziale historii. Na studiach trenował koszykówkę. 
W 1996 jako model wziął udział w kampanii reklamowej kolekcji wiosennej Versace. W latach 1998–2003 pracował dla światowej sławy kreatora mody Tommy'ego Hilfigera. Reklamował wyroby AB'95, Calvina Kleina, DKNY, Versace, Lacoste, Gap Inc., Karla Lagerfielda i Ralpha Laurena. 
Podróżował między Paryżem, Mediolanem, a Nowym Jorkiem. 
Zadebiutował na kinowym ekranie w komedii romantycznej Liars Club (2001). Wystąpił także w trzech odcinkach serialu Czarodziejki (Charmed, 2003-2006) jako Greg, z którym spotyka się Piper Halliwell.
Od sierpnia 2001 do lutego 2003 związany był z Paris Hilton.

## Filmografia
- 2001: Liars Club jako Brad
- 2003: Rycerze Miasta Aniołów (L.A. Knights) jako Fantasy Guy
- 2004: The Hillz jako Todd
- 2004: Cienie o zmroku (Dark Shadows, TV) jako Joe Haskell
- 2003-2006: Czarodziejki (Charmed) jako Greg
- 2004-2005: Brygada ratunkowa (Third Watch) jako Stu Szczelaszczyk
- 2005: Hell to Pay jako Lyons
- 2006: Fortune jako Michael Pryce